# Kauffman Stadium
Kaufmann Stadium – stadion baseballowy w Kansas City w stanie Missouri, na którym swoje mecze rozgrywa zespół Kansas City Royals. 
Budowę obiektu rozpoczęto 11 lipca 1968, a do użytku oddano w 1973. Początkowo nosił nazwę Royals Stadium i miał pojemność 40 793 miejsc. Pierwszy mecz odbył się 10 kwietnia 1973, a zespół Royals podejmował Texas Rangers w obecności 39 464 widzów. W tym samym roku na Kaufmann Stadium odbył się Mecz Gwiazd MLB. 2 lipca 1993 obiekt nazwano Kauffman Stadium na cześć Ewinga Kauffmana, założyciela i właściciela w latach 1968–1993 klubu Kansas City Royals.
W latach 2007–2009 stadion przeszedł renowację kosztem 256 milionów dolarów. W 2012 Kauffman Stadium po raz drugi był areną Meczu Gwiazd. 
Na stadionie miały miejsce również koncerty, między innymi Chicago, The Allman Brothers Band, Crosby, Stills, Nash and Young, The Beach Boys, Fleetwood Mac, Kansas, B.B. Kinga oraz Huey Lewis and the News.